# Rütschelen
Rütschelen is een gemeente en plaats in het Zwitserse kanton Bern, en maakt deel uit van het district Oberaargau.
Rütschelen telt 566 inwoners.